# Cácte động cơ

Cấu tạo một động cơ bốn kỳ với cácte chứa toàn bộ ổ trục chính và trục khuỷu bên trong thân động cơ

Các te (có nhiều cách viết khác nhau: cácte, các-te) hay còn gọi là hộp trục khuỷu (tiếng Anh: crankcase, tiếng Pháp: carter), là bộ phận chứa trục khuỷu của động cơ đốt trong kiểu piston. Trong hầu hết các động cơ hiện đại, cácte được tích hợp vào thân động cơ.
Động cơ hai kỳ thường sử dụng thiết kế nén–cacte, trong đó, hỗn hợp nhiên liệu / không khí đi qua cácte trước khi vào xi lanh. Kiểu thiết kế động cơ này không có ngăn chứa dầu trong cácte.
Động cơ bốn kỳ thường có một khoang chứa dầu (gọi là "cácte dầu") ở vùng thấp nhất của khoang cácte và phần lớn dầu của động cơ được giữ trong cácte dầu. Hỗn hợp nhiên liệu / không khí không đi qua cacte trong động cơ bốn kỳ, tuy nhiên một lượng nhỏ khí cháy thường đi vào từ buồng đốt, được gọi là "khí lọt" hay "khí sót" (blow-by), gây ra hiện tượng lọt khí.
Thông thường, cácte là phần nửa dưới của ổ trục chính (với nắp ổ trục tạo thành nửa còn lại); tuy nhiên, trong một số động cơ, cácte có thể bao quanh toàn bộ ổ trục chính.
Động cơ trục khuỷu hở (open-crank engine) không có cácte. Thiết kế này được sử dụng trong những động cơ sơ khai và ngày nay vẫn được sử dụng trong một số động cơ diesel cỡ lớn, chẳng hạn như động cơ tàu thủy.

## Động cơ hai kỳ

Nguyên lý hoạt động của động cơ hai kỳ sử dụng cơ cấu nén–cácte

### Cơ cấu nén–cácte
Một số động cơ hai thì có cấu tạo kiểu nén–cácte (crankcase-compression), trong đó, khi piston di chuyển hướng lên sẽ tạo áp suất riêng phần trong cácte, hút hỗn hợp không khí và nhiên liệu vào trong cácte. Khi piston đi xuống, cửa hút sẽ mở ra và hỗn hợp nén của nhiên liệu / không khí được đẩy từ cácte vào buồng đốt.
Kiểu thiết kế nén–cácte thường được dùng trong những động cơ xăng loại nhỏ như động cơ xe máy, máy phát điện, hoặc thiết bị làm vườn. Kiểu thiết kế này cũng được sử dụng cho một số động cơ diesel cỡ nhỏ tuy không phổ biến.
Bề mặt cả hai đầu piston được dùng làm bề mặt làm việc: mặt trên piston là piston sinh công, mặt dưới piston hoạt động như một thiết bị bơm. Do đó, không cần đến xupáp hút. Không giống những loại động cơ khác, kiểu thiết kế này không bơm dầu bôi trơn vào cácte động cơ vì cácte chỉ xử lý hỗn hợp không khí / nhiên liệu. Thay vào đó, dầu nhớt hai thì được hòa vào nhiên liệu trước khi đưa vào động cơ theo tỉ lệ xăng: dầu nhờn là từ 20:1 đến 40:1) và được đốt cháy trong buồng đốt.

### Cácte bôi trơn
Những động cơ hai kỳ loại lớn không sử dụng kết cấu nén–cácte mà sử dụng bơm khí quét hoặc bơm tăng áp riêng biệt nhằm đẩy hỗn hợp không khí / nhiên liệu vào buồng đốt động cơ. Những động cơ lớn như động cơ diesel hai kỳ không pha dầu bôi trơn vào nhiên liệu như động cơ loại nhỏ, mà bơm dầu vào bên trong xi lanh thông qua lót xi lanh. Do vậy, cácte trong động cơ hai kỳ lúc này sẽ giống với động cơ bốn kỳ vì cácte chỉ được sử dụng để chứa dầu bôi trơn.

## Động cơ bốn kỳ

Động cơ bốn kỳ – dầu bôi trơn (màu vàng) ở đáy cácte

Hầu hết động cơ bốn kỳ đều sử dụng cácte để chứa dầu bôi trơn động cơ (gọi là "cácte dầu" hay "bể dầu"). Có hai loại: hệ thống cácte ướt và hệ thống cácte khô (ít phổ biến hơn). Không giống với động cơ hai kỳ kiểu nén–cácte, ở động cơ bốn thì, cácte không chứa hỗn hợp không khí/ nhiên liệu.

### Tuần hoàn dầu nhờn
Ở động cơ bốn kỳ, dầu bôi trơn được tuần hoàn thay vì bị đốt cháy cùng hỗn hợp nhiên liệu như trong động cơ hai kỳ. Quá trình tuần hoàn dầu bôi trơn diễn ra phần lớn trong cácte động cơ. Dầu nhờn được chứa ở đáy cácte (trong động cơ cácte ướt) hoặc chứa ở một khoang chứa dầu máy riêng biệt (động cơ cácte khô). Sau đó, bơm dầu sẽ đẩy dầu đi qua bộ lọc dầu và đi vào cơ cấu chuyển động bên trong động cơ bao gồm trục khuỷu, thanh truyền, bạc lót, thành xi lanh. Cuối cùng, dầu sẽ rớt trở lại đáy cácte để về bình gom dầu và tuần hoàn lại.
Ngay cả đối với động cơ kiểu cácte ướt, trục khuỷu cũng rất ít tiếp xúc trực tiếp với dầu nhờn trong thùng dầu hoặc dưới đáy cácte. Nếu trục khuỷu tiếp xúc với dầu bôi trơn, thì khi trục khuỷu quay ở vận tốc cao sẽ làm dầu bị nổi bọt, bơm dầu không thể tuần hoàn dầu, từ đó khiến động cơ không được bôi trơn.

### Thông khí hộp trục khuỷu
Mặc dù trên thân piston có những vòng găng giúp ngăn khí cháy lọt xuống cácte động cơ, tuy nhiên trên thực tế, vẫn có một ít khí cháy có thể lọt qua vòng găng, gọi là hiện tượng lọt khí. Nếu những khí cháy này tích tụ trong cácte sẽ tạo áp suất không cần thiết, gây nhiễm bẩn dầu, và gây ra ăn mòn do hơi nước ngưng tụ. Để ngăn ngừa hiện tượng này, những loại động cơ hiện đại sử dụng hệ thống thông khí cácte (PCV) có nhiệm vụ thải khí cháy khỏi hộp động cơ. Khí cháy chủ yếu thoát ra theo đường cổ góp hút.

## Động cơ trục khuỷu hở
Những động cơ sơ khai thường có thiết kế trục khuỷu hở (mở), nghĩa là không có cácte (hộp trục khuỷu) trong cấu tạo động cơ. Trục khuỷu và những cấu kiện liên quan được mở ra bên ngoài. Thiết kế này sẽ gây bẩn khu vực xung quanh vì dầu nhờn không được che chắn sẽ bắn ra từ những bộ phận chuyển động. Một nhược điểm khác của loại động cơ này là bụi bẩn có thể bám vào những bộ phận chuyển động, gây mòn và hư hỏng động cơ. Loại động cơ này cần được vệ sinh thường xuyên để có thể hoạt động bình thường.
Một số động cơ diesel hai kỳ, như những loại động cơ lớn có vòng tua thấp dùng trên tàu thủy, có cácte rời bên ngoài xi lanh hoặc có thiết kế loại cácte mở. Phần không gian trống giữa ống dẫn hướng piston và trục khuỷu có thể mở ra khi cần bảo dưỡng.